# Кернозенко В'ячеслав Сергійович
В'ячесла́в Сергі́йович Керно́зенко (* 4 червня 1976, Гавана, Куба) — український футболіст, воротар. По завершенні ігрової кар'єри — футбольний тренер, наразі тренер воротарів команди U-19 «Дніпро» Дніпропетровськ.
Усього у елітному дивізіоні чемпіонату України провів 195 ігор, пропустив 175 голів.

## Кар'єра гравця

### Ранні роки
Народився в столиці Куби — Гавані, де на той час працювали його батьки. У ранньому віці В'ячеслав з батьками повернулись на батьківщину і стали жити в Києві.
У сім років Кернозенко потрапив до школи київського «Динамо», де навчався у групі дітей 1976 року народження під керівництвом Олександра Шпакова разом з Андрієм Шевченком, Ігорем Костюком, Володимиром Анікеєвим, Олександром Голоколосовим, Ігорем Проданом та ін. У 1992 році Олександр Шпаков залишив «Динамо» та переїхав до ОАЕ і групу за два роки до випуску прийняв Олександр Лисенко, який її і випустив.

### «Динамо»
1993 року потрапив до структури «Динамо», проте грав лише за «Динамо-2» у Першій лізі, де більшість часу був основним воротарем команди.
Влітку 1997 року, наприкінці чемпіонату, коли за три тури до кінця «біло-сині» оформили чемпіонство, тренер головної команди Валерій Лобановський дав шанс молодим гравцям проявити себе і 15 червня 1997 року Кернозенко дебютував у складі «Динамо» в виїзному матчі чемпіонату з «Металургом» у Запоріжжі. Гра завершилася без забитих м'ячів, а В'ячеслав провів на полі весь матч.
З того часу Кернозенко став дублером Олександра Шовковського, але здебільшого продовжував виступати за другу команду. По-справжньому гравцем основної команди Кернозенко став лише один раз, коли 2000 року Шовковський зазнав травми коліна. Завдяки цьому Кернозенко в сезоні 1999/00 зіграв за основну команду 15 матчів у чемпіонаті і 3 в Кубку України, проте після відновлення Олександра знову втратив місце в основі.
Незважаючи на нестабільні виступи за киян, Кернозенко за цей час виграв чотири чемпіонські титули, а також тричі ставав володарем Кубку України. А у складі другої команди тричі ставав переможцем Першої ліги.

### ЦСКА/«Арсенал»

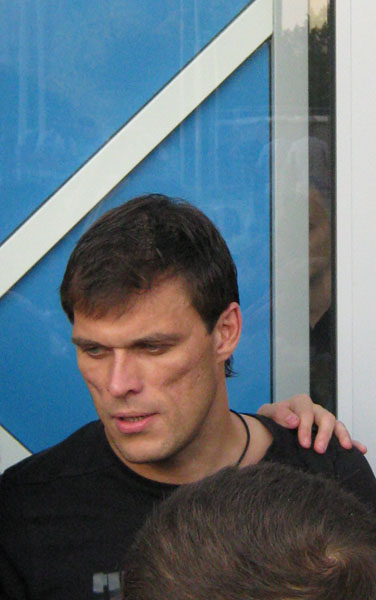
В'ячеслав Кернозенко після відкритого тренування «Дніпра» на Дніпро-Арені. 5 липня 2009 року

Влітку 2001 року, по закінченню чемпіонату, першу команду «Динамо» відправили у відпустку, але Кернозенко ще залишився і провів пару ігор за другу команду. Після цього відбулася розмова з Ігорем Суркісом, який запропонував перейти воротарю в київський ЦСКА. В'ячеслав приїхав на базу ЦСКА, переговорив з головним тренером команди Володимиром Безсоновим і з наступного дня приступив до заняттям у новій команді, за яку став грати на правах оренди. В зворотньому боці зі складу «армійців» перейшов Віталій Рева, який наприкінці того чемпіонату дуже добре проявив себе у грі з «Шахтарем» та залишивши свої ворота сухими. При цьому якби ЦСКА не відібрало очки у «гірників», то чемпіонського титулу у «Динамо» тоді й не було б.
Конкурентами Кернозенка в новому клубі стали Павло Блажаев, Роман Байрашевський та Микола Збарах, але В'ячеслав легко виграв у них конкуренцію, відігравши всі ігри без замін включаючи чемпіонат, кубок та єврокубки. У грудні 2001 року зміна — ЦСКА трансформувалося в «Арсенал» і Кернозенко став воротарем «канонірів».
У липні 2002 року команду очолив В'ячеслав Грозний, який відразу провів у команді кадрову чистку і з торішнього «Арсеналу» лишилося тільки кілька футболістів, в тому числі і Кернозенко, який підписав з клубом повноцінний контракт. В тому сезоні «Арсенал» з В'ячеславом у воротах протягом всього чемпіонату боровся за потрапляння в єврокубки, але програвши в останньому турі в Донецьку «Шахтарю», «каноніри» дозволили конкурентам — донецькому «Металургу» та «Дніпру» обійти киян.
Проте наступний чемпіонат команда розпочала вкрай невдало. У першому турі «каконіри» програли дебютанту — кіровоградській «Зірці». А у перших 5-ти матчах кияни 4 програли та виграли лише в дербі з «Оболонню». В перерві матчу 5 туру проти донецького «Металурга», який кияни на той момент програвали 0:2, у Кернозенка відбувся конфлікт з Грозним, через що В'ячеслав перестав бути основним воротарем. Після тієї гри у воротах «Арсеналу» почав грати Ігор Бажан, а Кернозенко був змушений навіть провести кілька матчів за друголіговий «Арсенал-2», куди сам попросився, аби не лишатись без ігрової практики.

### «Дніпро»
Не маючи ігрової практики, на початку 2004 року перебрався до дніпропетровського «Дніпра», де відразу виграв конкуренцію у досвідченого Миколи Медіна. Команда регулярно боролася за високі місця в чемпіонаті, виступала в єврокубках, а Кернозенка з «Дніпра» часто викликали до складу збірної України.
У сезоні 2005/06 В'ячеслав отримав травму, і змушений був пропустити половину матчів. Відновившись від травми, Кернозенко знову став основним воротарем «Дніпра», і стабільно грав аж до сезону 2008/09.
10 серпня 2009 року перейшов на правах оренди до криворізького «Кривбасу», де провів пів року. На початку 2010 року новий тренер команди Юрій Максимов заявив, що не розраховує на воротаря. 1 січня 2010 року у гравця завершився контракт з дніпропетровським «Дніпром» і з того часу він став вільним агентом. Згодом перебував на перегляді в одному клубі, але отримав травму і вирішив завершити ігрову кар'єру та готуватися до тренерської роботи.

## Збірна
1994 року виступав за юнацьку збірну України U-18.
У 1996—1997 роках залучався до складу молодіжної збірної України, провівши за неї 8 ігор, в яких пропустив 4 м'ячі.
З 1997 року викликався до національної збірної України, проте на поле довгий час не виходив. Лише 31 травня 2000 року дебютував у складі національної збірної в товариському матчі проти збірної Англії на «Вемблі». В'ячеслав провів на полі 85 хвилин і пропустив два голи, після чого був змінений на Максима Левицького.
2 вересня 2000 року вдруге вийшов у футболці збірної у матчі кваліфікації на ЧС-2002 проти збірної Польщі. За рахунку 1:1 Кернозенко припустився помилки, дозволивши Еммануелю Олісадебе вивести «кадру» вперед. На 57-й хвилині В'ячеслав парирував пенальті від Анджея Юсковяк, але за рахунку 1:3 це не мало жодного значення і Кернозенко надовго втратив місце у воротах збірної.
Наступний виклик Кернозенка до складу збірної надійшов 2005 року, а матч провів лише влітку 2006 року проти збірної Азербайджану, а навесні 2008 року зіграв ще два останні матчі за збірну. Всього провів за національну збірну 5 ігор, пропустивши 8 м'ячів.

## Тренерська робота
Невдовзі по завершенні ігрової кар'єри, навесні 2010 року, розпочав тренерську роботу, працюючи у київській ДЮФШ «Динамо» ім. Валерія Лобановського з молодими воротарями.
Влітку 2011 року переїхав до Казахстану, де як тренер воротарів увійшов до тренерського штабу клубу «Восток» з Усть-Каменогорська.
У червні 2012 року Кернозенко був призначений асистентом тренера по роботі з воротарями у «Севастополі».
У серпні 2014 року став тренером воротарів команди U-19 «Дніпра» , а у серпні 2016 року очолив цю команду .
Влітку 2017 року обійняв посаду тренера воротарів у ковалівському «Колосі».
У 2019 році, працюючи в штабі головного тренера збірної України до 20 років Олександра Петракова, став переможцем молодіжного чемпіонату світу. За перемогу в турнірі отримав звання Заслуженого працівника фізичної культури і спорту України. У серпні 2021 року, коли Петраков став в.о. головного тренера національної збірної, Кернозенко став його асистентом і там.

## Статистика

### Збірна
| Дата       | Місто     | Господарі  | Результат | Гості       | Турнір            | Голи | Примітки |
| ---------- | --------- | ---------- | --------- | ----------- | ----------------- | ---- | -------- |
| 31/05/2000 | Лондон    | Англія     | 2 – 0     | Україна     | товариський матч  | -2   | 85'      |
| 2/09/2000  | Київ      | Україна    | 1 – 3     | Польща      | Відбір до ЧС 2002 | -3   |          |
| 15/08/2006 | Київ      | Україна    | 6 – 0     | Азербайджан | товариський матч  | 0    |          |
| 26/03/2008 | Київ      | Україна    | 2 – 0     | Сербія      | товариський матч  | 0    |          |
| 24/05/2008 | Роттердам | Нідерланди | 3 – 0     | Україна     | товариський матч  | -3   |          |
| Усього     |           | Матчів     | 5         |             | Голів             | -8   |          |

## Досягнення

### Клубні
- Чемпіон України (4) : 1996/1997, 1997/1998, 1998/1999, 1999/2000
- Бронзовий призер чемпіонату України (1) : 2003/2004
- Володар Кубка України (3) : 1997/1998, 1998/1999, 1999/2000
- Фіналіст Кубка України (1) : 2003/2004
- Переможець Першої ліги: 1998/99, 1999/2000 та 2000/01

### Індивідуальні
- Воротар року в Україні: 2007
- В списку 33 найкращих футболістів в України: № 1 (2007), № 2 (2004), № 3 (2006)
- Член клубу Євгена Рудакова: 113 матчів без пропущених м'ячів

## Нагороди
- Почесне звання Заслужений працівник фізичної культури і спорту України (2019)[18]
- Майстер спорту України: 1996
- Майстер спорту України міжнародного класу: 2005
- Медаль «За працю і звитягу»: 2006[19]